# NGC 6451
NGC 6451 is een open sterrenhoop in het sterrenbeeld Schorpioen. Het hemelobject werd op 24 juni 1784 ontdekt door de Duits-Britse astronoom William Herschel.

## Synoniemen
- OCL 1035
- ESO 455-SC50